# Mezzana Bigli
Mezzana Bigli ist eine norditalienische Gemeinde (comune) mit 1053 Einwohnern (Stand 31. Dezember 2023) in der Provinz Pavia in der Lombardei. Die Gemeinde liegt etwa 27,5 Kilometer südwestlich von Pavia in der Lomellina, wo die Agogna, die Scrivia und der Curone in den Po münden, und grenzt unmittelbar an die Provinz Alessandria (Piemont).

## Geschichte
Um 1250 wird der Ort als Glarea Mezana erwähnt. 